# Халюциноген
Халюциногените (или още психеделици) са група психотропни вещества, които чрез активиране на рецепторите за серотонин в контролиращи мозъчната кора неврони предизвикват халюцинации. Халюцинациите могат да бъдат зрителни, слухови и дактилни.
Халюциногените са познати на науката не само под това наименование, но и като ентеогени (въвеждащи божественото), онирогени (предизвикващи съновидения), фанеротими (създаващи зрителни усещания), фантастиканти (стимулиращи фантазията), психодислептци (смущаващи психиката), психотомиметици и психотогени (съответно наподобяващи и предизвикващи психоза) и т.н.

## Кратка история на употребата
Хората използват растения, гъби и други, съдържащи психеделични вещества още от дълбока древност. Множество древни култури са ги употребявали заради влиянието им върху психиката. Съществуват хипотези, че психеделичните състояния са били основата за възникването на най-ранните религиозни представи и изкуства.

## Ефекти и групиране
Психоактивните вещества влияят на всички функции на човешката психика като възприятия, чувства, мислене, усещане за тялото и представата за собствения „Аз“. Най-често най-силно е въздействието върху сетивните възприятия (халюцинации например). Могат да бъдат предизвикани както чувства на блаженство, така и на страх и ужас. Губи се представа за време и пространство, състояние близки до тези на медитация, вероятност за извън телесни преживявания, т.е. тялото и съзнанието са разделени, не са едно цяло. Преживяванията зависят до голяма степен от средата и обстановката, в която са употребявани.
Психеделичните дроги се делят на две основни групи – фенетиламини и триптамини.
Фенетиламините се градят върху „родителската молекула“ на фенетиламина, състояща се от осем атома въглерод и един атом азот. Най-известния фенетиламин е мескалинът, а „най-популярния“ – метаамфетамина. В книгата си PiHKAL („Phenethylamines I Have Known And Loved“) Александър Шулгин описва синтеза и ефектите на стотици вещества. Т.нар. заместени фенетиламини имат действие като емпатогени, стимуланти, психеделици, аноректици, бронходилататори, деконгестанти, антидепресанти и др.
Другата група са триптамините, които притежават като ядро триптамин, който е производно вещество на триптофана – аминокиселина, която се съдържа в белтъците на храната.
Серотонинът е триптамин (5-хидрокси-триптамин), но няма психеделични свойства. По-известни триптамини са ДМТ, ЛСД, ибогаин и псилоцибин.
Експерименти с хора и животни показват, че халюциногените оказват влияние главно върху мозъчната система на серотонина. Серотонинът има първостепенна роля сред невротрансмитерите.